# Xbox Developer Direct
Xbox Developer Direct (estilizado como Developer_Direct) é uma série de eventos de transmissão ao vivo produzidos pela Microsoft Gaming para mostrar o próximo conteúdo original da Xbox Game Studios, Bethesda Softworks, Activision, Blizzard Entertainment e King. As transmissões ao vivo também incluem títulos de terceiros. O Developer Direct geralmente acontece no início de cada ano, em janeiro.

## História
Xbox Developer Direct foi fundada como parte dos esforços contínuos da Microsoft para melhorar a comunicação e o envolvimento com jogadores em todo o mundo. Antes do Developer Direct, alguns críticos argumentavam que o Xbox precisava ter uma vitrine para estabelecer "identidade de marca" e se diferenciar de outros concorrentes. Além disso, houve sugestões de que o Xbox deveria ser mais transparente em relação ao desenvolvimento de seus videogames.
O primeiro showcase foi anunciado em 11 de janeiro de 2023 e ocorreu em 25 de janeiro de 2024. O Developer Direct evoluiu e se expandiu. Inicialmente com foco em apresentações do Xbox Game Studios e Bethesda Softworks, em 2024 a série de eventos cresceu para abranger uma gama mais ampla de desenvolvedores e editores, incluindo títulos de terceiros.

## Formato
Cada evento do Xbox Developer Direct normalmente apresenta uma combinação de anúncios, trailers, revelações de gameplay e entrevistas com desenvolvedores. Essas apresentações oferecem ao público uma visão dos próximos jogos, conteúdo para download (DLC), pacotes de expansão, atualizações e outros desenvolvimentos relevantes. O formato permite que os desenvolvedores mostrem seus jogos diretamente aos fãs e consumidores e anunciem novos conteúdos de videogame.

## Lista de eventos
Junto com as transmissões ao vivo do Xbox Developer_Direct, outros eventos do Xbox sem a marca "Xbox Developer_Direct" são listados. isso inclui vários showcases do Xbox que continuaram após o estabelecimento do formato Developer Direct em 2023.

### Xbox Developer Direct
| Nome                  | Data                  | Duração                  | Jogos apresentados                                                                                         | Ref.          |
| --------------------- | --------------------- | ------------------------ | --- | ------------- |
| Developer_Direct      | 25 de Janeiro de 2023 | 44 minutos               | Minecraft Legends, Forza Motorsport, Hi-Fi Rush, The Elder Scrolls Online: Necrom, Redfall                 | [ 10 ] [ 11 ] |
| Developer_Direct 2024 | 18 de Janeiro de 2024 | 48 minutos e 42 segundos | Avowed, Senua's Saga: Hellblade II, Visions of Mana, Ara: History Untold, Indiana Jones e o Grande Círculo | [ 12 ] [ 13 ] |
| Developer_Direct 2025 | 23 de janeiro de 2025 | 52 minutos e 29 segundos | Doom: The Dark Ages, South of Midnight, Clair Obscur: Expedition 33, Ninja Gaiden 4, Ninja Gaiden 2 Black  | [ 14 ]        |

### Xbox Games Showcase
| Nome                                                   | Data                | Duração                            | Jogos apresentados | Ref.          |
| ------------------------------------------------------ | ------------------- | ---------------------------------- | --- | ------------- |
| Xbox & Bethesda Games Showcase E3 2021                 | 13 de Junho de 2021 | 2 horas, 15 minutos                | Starfield, Halo Infinite, Forza Horizon 5, Redfall, Diablo II: Resurrected, S.T.A.L.K.E.R. 2: Heart of Chornobyl, Back 4 Blood, Battlefield 2042, Contraband, The Outer Worlds 2, Sea of Thieves: A Pirate's Life, Grounded, SérieYakuza, Eiyuden Chronicle: Hundred Heroes, Eiyuden Chronicle: Rising, Twelve Minutes, Psychonauts 2, Microsoft Flight Simulator, Age of Empires IV, Doom Eternal, Fallout 76, The Elder Scrolls Online, Party Animals, Hades, Somerville, A Plague Tale: Requiem, Far Cry 6, Slime Rancher 2, Atomic Heart, Shredders, Replaced, Among Us, The Ascent | [ 15 ] [ 16 ] |
| Xbox & Bethesda Games Showcase                         | 12 de Junho de 2022 | 1 hora, 35 minutos e 18 segundos   | Redfall, Hollow Knight: Silksong, High on Life, A Plague Tale: Requiem, Forza Motorsport, Microsoft Flight Simulator, Overwatch 2, Ara: History Untold, The Elder Scrolls Online - High Isle, Fallout 76, Forza Horizon 5, Ark 2, Flintlock: The Siege of Dawn, Minecraft Legends, Lightyear Frontier, Gunfire Reborn, The Last Case of Benedict Fox, League of Legends, League of Legends: Wild Rift, Valorant, As Dusk Falls, Naraka: Bladepoint, Pentiment, Grounded, Ereban: Shadow Legacy, Diablo IV, Sea of Thieves, Ravenlok, Cocoon, Wo Long: Fallen Dynasty, Persona 3 Portable, Persona 4 Golden, Persona 5 Royal, OD, Starfield                                                                                 | [ 17 ] [ 18 ] |
| Xbox Games Showcase + Starfield Direct                 | 11 de Junho de 2023 | 1 horas, 52 minutos, e 18 segundos | Fable, South of Midnight, Star Wars: Outlaws, 33 Immortals, Payday 3, Persona 3 Reload, Avowed, Sea of Thieves, Microsoft Flight Simulator, Microsoft Flight Simulator 2024, Senua's Saga: Hellblade 2, Like A Dragon: Infinite Wealth, Fallout 76, Kunitsu-Gami: Path of the Goddess, Forza Motorsport, The Elder Scrolls Online: Necrom, Overwatch 2, Persona 5 Tactica, Starfield, Jusant, Still Wakes The Deep, Dungeons of Hinterberg, Cyberpunk 2077 Phantom Liberty, Cities: Skylines II, Metaphor: ReFantazio, Towerborne, Clockwork Revolution | [ 19 ] [ 20 ] |
| Xbox Games Showcase + Call of Duty: Black Ops 6 Direct | 9 de Junho de 2024  | 1 hora, 47 minutos, e 7 segundos   | Call of Duty: Black Ops 6, Doom: The Dark Ages, State of Decay 3, Dragon Age: The Veilguard, Starfield: Shattered Space, Fallout 76, Clair Obscur: Expedition 33, South of Midnight, World of Warcraft: The War Within, Metal Gear Solid Delta: Snake Eater, Sea of Thieves, Flintlock: The Siege of Dawn, Age of Mythology: Retold, Perfect Dark, Diablo IV: Vessel of Hatred, Fable, Fragpunk, Winter Burrow, Mixtape, Microsoft Flight Simulator 2024, The Elder Scrolls Online: Gold Road, Life is Strange: Double Exposure, Indiana Jones and the Great Circle, Mechabreak, Avowed, Atomfall, Assassin's Creed Shadows, S.T.A.L.K.E.R. 2: Heart of Chornobyl, Gears of War: E-Day                                     | [ 21 ] [ 22 ] |
| Xbox Games Showcase + The Outer Worlds 2 Direct        | 8 de junho de 2025  | 2 horas                            | The Outer Worlds 2, High on Life 2, Resonance: A Plague Tale Legacy, The Blood of Dawnwalker, Super Meat Boy 3D, Ninja Gaiden 4, Indiana Jones e o Grande Círculo – A Ordem dos Gigantes, Beast of Reincarnation, Clockwork Revolution, Grounded 2, Cronos: The New Dawn, The Elder Scrolls Online, Aphelion, There Are No Ghosts At the Grand, Age of Mythology: Retold – Heavenly Spear, Mudang Two Hearts, Planet of Lana II: Children of the Leaf, Fallout 76, Solo Leveling Arise Overdrive, Animo, Tony Hawk's Pro Skater 3 + 4, At Fate's End, Gears of War: Reloaded, Persona 4 Revival, Sea of Thieves, Invincible Vs., Final Fantasy VII Remake Intergrade, Final Fantasy XVI, Keeper, Call of Duty: Black Ops 7 | [ 23 ] [ 24 ] |

### Xbox Partner Preview
| Nome                 | Data                  | Duração                  | Jogos apresentados | Ref.          |
| -------------------- | --------------------- | ------------------------ | --- | ------------- |
| Xbox Partner Preview | 25 de Outubro de 2023 | 28 minutos e 51 segundos | Metal Gear Solid Delta: Snake Eater, Alan Wake 2, Ark: Survival Ascended, Like a Dragon: Infinite Wealth, Still Wakes the Deep, Manor Lords, IKARO: Will Not Die, Spirit of the North 2, RoboCop: Rogue City, Dungeons of Hinterberg, The Finals                                                                  | [ 25 ] [ 26 ] |
| Xbox Partner Preview | 6 de Março de 2024    | 29 minutos e 31 segundos | Unknown 9: Awakening, Sleight of Hand, The Alters, Creatures of Ava, Roblox, The Sinking City 2, S.T.A.L.K.E.R. Legends of the Zone Trilogy, Monster Jam Showdown, Persona 3 Reload, The First Berserker: Khazan, Tales of Kenzera: Zau, Frostpunk 2, Final Fantasy XIV Online, Kunitsu-Gami: Path of the Goddess | [ 27 ] [ 28 ] |
| Xbox Partner Preview | 17 de outubro de 2024 | 28 minutos e 43 segundos | Alan Wake 2 - The Lake House, Cronos: The New Dawn, Blindfire, Like a Dragon: Pirate Yakuza in Hawaii, Mouse: P.I. For Hire Subnautica 2, Animal Well, Edens Zero, Eternal Strands, Mistfall Hunter, Wheel World, Phasmophobia, The Legend Of Baboo, Wuchang: Fallen Feathers, FBC: Firebreak                     | [ 29 ] [ 30 ] |

### Xbox Tokyo Game Show
| Nome                                 | Data                   | Duração                  | Jogos apresentados | Ref.          |
| ------------------------------------ | ---------------------- | ------------------------ | --- | ------------- |
| Xbox Showcase - Tokyo Game Show 2021 | 30 de setembro de 2021 | 50 minutos e 54 segundos | Scarlet Nexus, AI: The Somnium Files, Mighty Goose, Back 4 Blood, Forza Horizon 5, Halo Infinite, Ghostwire: Tokyo, Redfall, Starfield, The Good Life, Eternal Return | [ 31 ] [ 32 ] |
| Xbox Tokyo Game Show 2022            | 15 de novembro de 2022 | 39 minutos e 39 segundos | Persona 5 Royal, Wo Long: Fallen Dynasty, Exoprimal, BlazBlue: Cross Tag Battle - Special Edition, Guilty Gear Strive, Naraka: Bladepoint, Ni no Kuni: Wrath of the White Witch Remastered, Danganronpa V3: Killing Harmony, Overwatch 2, Eiyuden Chronicle: Hundred Heroes, Dyson Sphere Program Forza Horizon 5, Palworld, Assassin's Creed Odyssey, Fuga: Melodies of Steel, Fuga: Melodies of Steel 2, Deathloop | [ 33 ] [ 34 ] |
| Xbox Tokyo Game Show 2023            | 21 de setembro de 2023 | 41 minutos e 4 segundos  | Phoenix Wright: Ace Attorney Trilogy, Forza Motorsport, Mineko's Night Market, Like a Dragon Gaiden: The Man Who Erased His Name, Like a Dragon: Ishin!, Persona 5 Tactica, Persona 3 Reload, Eiyuden Chronicle: Hundred Heroes, Octopath Traveler II, Fallout 76, The Elder Scrolls Online, Altheia: The Wrath of Aferi, Exoprimal, Infinity Strash: Dragon Quest The Adventure of Dai. My Lovely Express, Palworld, Party Animals, PUBG: Battlegrounds, Wo Long: Fallen Dynasty | [ 35 ] [ 36 ] |
| Xbox Tokyo Game Show 2024            | 26 de setembro de 2024 | 51 minutos e 11 segundos | Metal Gear Solid Delta: Snake Eater, StarCraft: Remastered, StarCraft II, Overwatch 2, Age of Mythology: Retold - Immortal Pillars, Tanuki Pon's Summer, Threads of Time, Indiana Jones e o Grande Círculo, We Love Katamari ReROLL + Royal Reverie, Metaphor: ReFantazio, FragPunk, Atelier Yumia: The Alchemist of Memories & The Envisioned Land, Asurajang Rumble, Fallout 76, Synduality: Echo of Ada, Bleach: Rebirth of Souls, Suikoden I & II HD Remaster: Gate Rune and Dunan Unification Wars, All You Need is Help, The Starbites: Taste of Desert, Slitterhead, Dragon Quest III HD-2D Remake, Legend of Mana, Trials of Mana, Final Fantasy I-VI Pixel Remaster | [ 37 ] [ 38 ] |

## Ligações Externas
- «Página oficial»